# SN 2001X
SN 2001X – supernowa typu II-P odkryta 5 marca 2001 roku w galaktyce NGC 5921. W momencie odkrycia miała maksymalną jasność 17,00m.